# Juda Hanassi
Pour les articles homonymes, voir Juda.
Rabbi Juda le Prince (hébreu רבי יהודה הנשיא Rabbi Yehouda hannassi) plus connu sous les surnoms de Rabbi (hébreu רבי « Maître ») et Rabbenou Haqadosh (hébreu רבנו הקדוש « notre saint maître »), est un Tanna (docteur de la Mishna) de la cinquième génération (135 - circa 220 EC).

« On raconte que Rav, l’élève de Rabbi Yéhouda Hanassi, n’a jamais prononcé ne serait-ce qu’une seule parole futile durant toute sa vie »

Nassi (président du Sanhédrin) de la lignée de Hillel l'Ancien, il est à l'origine de la compilation de la Mishna, clôturant ainsi l'ère des Tannaïm aux alentours de 200 EC.

## Éléments biographiques
Juda Hanassi naît, selon un midrash souvent répété, le jour même où Rabbi Akiva meurt en martyr. Le Talmud y voit le résultat de la Providence, Dieu ayant donné au peuple juif un nouveau dirigeant d'envergure, au moment où celui de plusieurs générations disparaît.
Né en 135 dans la province romaine nouvellement établie de Syrie-Palestine  de Siméon ben Gamaliel II. Selon le Talmud, il appartenait à la lignée davidique. 
Il aurait passé sa jeunesse dans la ville d'Ousha en Basse Galilée. Son père lui a probablement donné la même éducation que celle qu'il avait reçue, y compris l'asprentissage du Koinè (grec) ce qui lui permet de devenir l'intermédiaire des juifs auprès des autorités romaines. 
Préférant le grec comme langue du pays à l'araméen juif de Judée et de Galilée, seule la langue hébraïque était parlée chez lui, Juda se consacra à l'étude de la loi orale et écrite. Il a étudié auprès de certains des étudiants les plus éminents de rabbi Akiva. 
En tant qu'élève et en discutant avec d'autres hommes éminents rassemblés autour de son père, il a jeté une base solide d'érudition pour l'œuvre de sa vie : l'édition de la Mishna.
Selon une tradition rapportée par le Talmud, rabbi Juda décède à Tsippori et est enterré à Beït-Shéarim. Une autre tradition attestée au Moyen Âge place sa tombe à Tsippori.

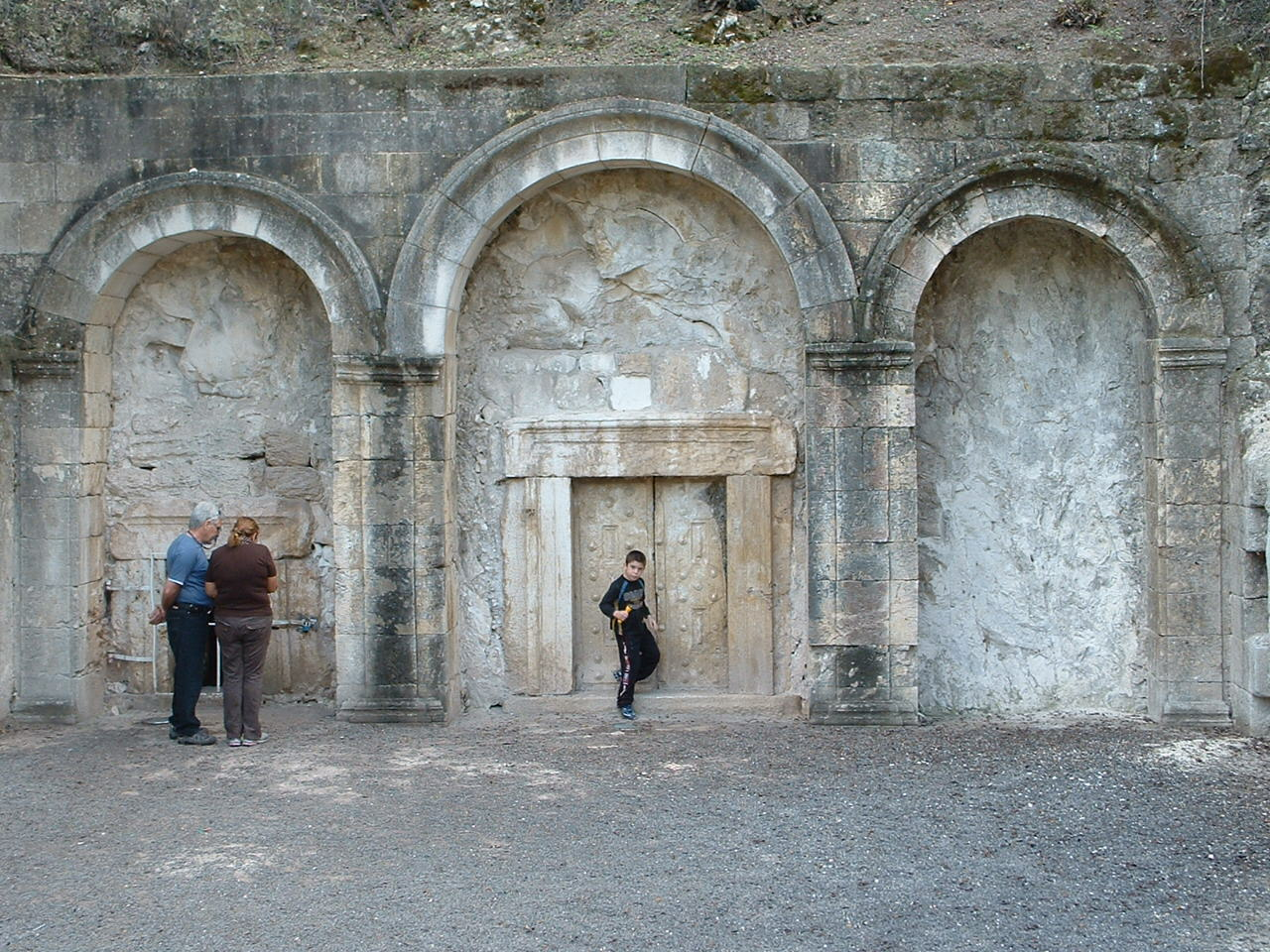
Tombe de Juda Hanassi à Beït-Shéarim
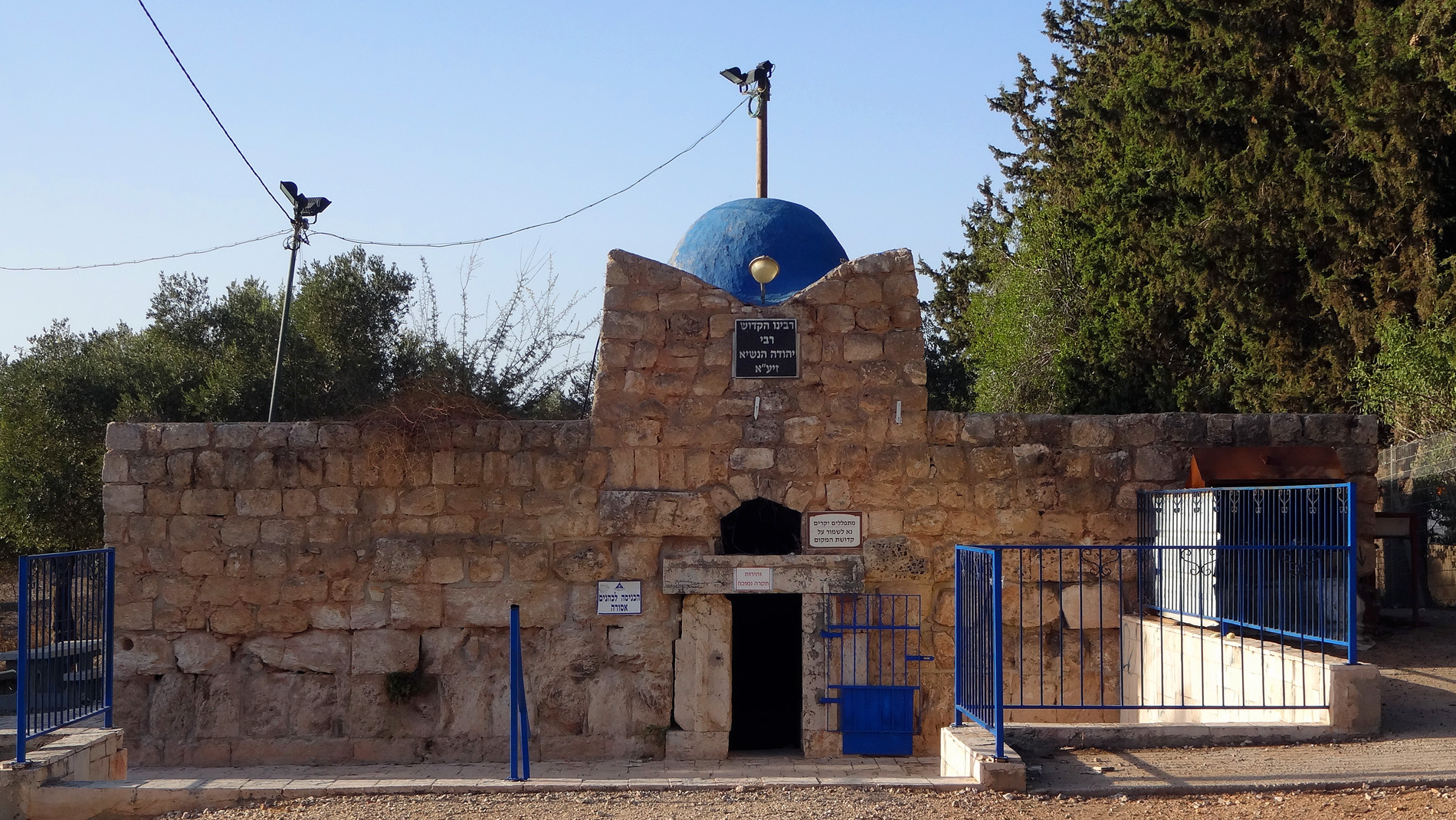
Tombe de Juda Hanassi à Tsippori (aussi appelé « tombe des filles de Jacob »)